# ムハンマド・アル＝カルニー
ムハンマド・アル＝カルニー（Mohammed Al-Qarni, 1989年11月24日 - ）は、サウジアラビア出身のサッカー選手。サウジ・プロフェッショナルリーグ・アル・ワフダ・メッカ所属。ポジションはミッドフィールダー。ガルニーとも。

## 来歴

### クラブ
アル・ヒラルの下部組織で育ち、2010年にトップチームへ昇格した。